# Graphium empedovana
Graphium empedovana är en fjärilsart som först beskrevs av Corbet 1941.  Graphium empedovana ingår i släktet Graphium och familjen riddarfjärilar. Inga underarter finns listade i Catalogue of Life.